# NGC 5287
NGC 5287 este o brightest cluster galaxy⁠(d) situată în constelația Câinii de Vânătoare. A fost descoperită în 25 mai 1881 de către Édouard Stephan⁠(d).